# Turkey Run High School
Turkey Run Junior-Senior High School – publiczna szkoła średnia w Marshall. W roku szkolnym 2014-2015 uczęszczało do niej 241 uczniów. Została zamknięta po roku szkolnym 2017-2018 w wyniku połączenia z trzema innymi szkołami. Nowo powstała placówka nosi nazwę Parke Heritage High School.